# Marius Paškevičius
Marius Paškevičius (ur. 31 października 1979) – litewski judoka. Dwukrotny olimpijczyk. Zajął dziewiąte miejsce w Londynie 2012 i odpadł w eliminacjach w Sydney 2000. Walczył w wadze półciężkiej i ciężkiej.
Brązowy medalista mistrzostw świata w 2009; siódmy w 2014; uczestnik zawodów w 2001, 2003, 2005, 2007, 2010, 2011, 2013 i 2015. Startował w Pucharze Świata w latach 1998-2001, 2003, 2004, 2006-2017. Trzeci na mistrzostwach Europy w 2012 i 2014; piąty w 2010. Piąty na igrzyskach europejskich w 2015. Drugi na akademickich MŚ w 2006 i trzeci na MŚ wojskowych w 2013. Siódmy na igrzyskach wojskowych w 2015 roku.

## Letnie Igrzyska Olimpijskie 2000
| Konkurencja | Eliminacje               | Eliminacje           | Klas. końcowa |
| Konkurencja | Przeciwnik I             | Przeciwnik II        | Miejsce       |
| ----------- | ------------------------ | -------------------- | ------------- |
| 100 kg      | Alejandro Bender (ARG) Z | Mário Sabino (BRA) P | II runda.     |

## Letnie Igrzyska Olimpijskie 2012
| Konkurencja | Eliminacje                 | Eliminacje           | Klas. końcowa |
| Konkurencja | Przeciwnik I               | Przeciwnik II        | Miejsce       |
| ----------- | -------------------------- | -------------------- | ------------- |
| 100 kg      | Nazario Fiakaifonu (VAN) Z | Rafael Silva (BRA) P | 9.            |